# Hochplettspitz
Hochplettspitz är ett berg i Österrike.   Det ligger i distriktet Vöcklabruck och förbundslandet Oberösterreich, i den centrala delen av landet, 220 km väster om huvudstaden Wien. Toppen på Hochplettspitz är 1 134 meter över havet.
Terrängen runt Hochplettspitz är kuperad åt nordväst, men åt sydost är den bergig. Närmaste större samhälle är Bad Ischl, 16,6 km sydost om Hochplettspitz. 
I omgivningarna runt Hochplettspitz växer i huvudsak blandskog. Runt Hochplettspitz är det ganska tätbefolkat, med 72 invånare per kvadratkilometer.